# (29884) 1999 GF31
A (29884) 1999 GF31 a Naprendszer kisbolygóövében található aszteroida. A LINEAR projekt keretében fedezték fel 1999. április 7-én.